# Lisa Guth
Lisa Guth (* 7. Januar 1984) ist eine deutsche Schauspielerin.

## Leben
Lisa Guth wuchs in Hamburg auf. Nach ihrem Abitur ging sie für ein Jahr nach Madrid, um erste Auslandserfahrungen zu sammeln. Sie sang dort in einem Jazz-Trio. Nach ihrer Rückkehr hospitierte sie am Altonaer Theater in Hamburg und am Theater Bonn. Im Jahr 2005 entschloss sich Guth zunächst an der Universität Wien Theater-, Film- und Medienwissenschaft zu studieren, bevor sie dann von 2006 bis 2010 Schauspiel an der staatlichen Hochschule für Schauspielkunst „Ernst Busch“ studierte.

## Theater
Lisa Guth wirkte schon während ihres Schauspielstudiums in mehreren Inszenierungen im Studiotheater BAT mit. Sie spielte die Titelrolle in „Verführbarkeit auf beiden Seiten“ (Regie Matthias Günther) und in „Push-Up“ (Regie Michael Keller). Danach folgten mehrere Inszenierungen von Regiestudenten. 
Im Sommer 2010 spielte sie die Helena im „Sommernachtstraum“ bei den Burghofspielen Eltville am Rhein, in der Inszenierung von Thomas Bading und Claudia Geisler.
Seit ihrem Abschluss arbeitet Guth freischaffend in Berlin. Sie wirkte am Hans Otto Theater in Potsdam in der „Schneekönigin“ in drei unterschiedlichen Rollen sowie in der Hauptrolle in „Angstmän“ mit. Außerdem arbeitet sie als Gast an der Schaubühne am Lehniner Platz in Berlin und ist seit 2010 in der Inszenierung von Katie Mitchell in „Fräulein Julie“ zu sehen. Es folgten mehrere Gastspiele, unter anderem nach Avignon zum Theater Festival.
Zum Ende der Spielzeit 2012 spielte Guth in der Inszenierung von Klaus Weise am Theater Bonn im „Kirschgarten“ die Rolle der Anja. Ab der Spielzeit 2012/2013 trat Guth ihr erstes Festengagement am Theater Bremen unter der neuen Intendanz von Michael Börgerding an.